# Coordenadas cilíndricas parabólicas

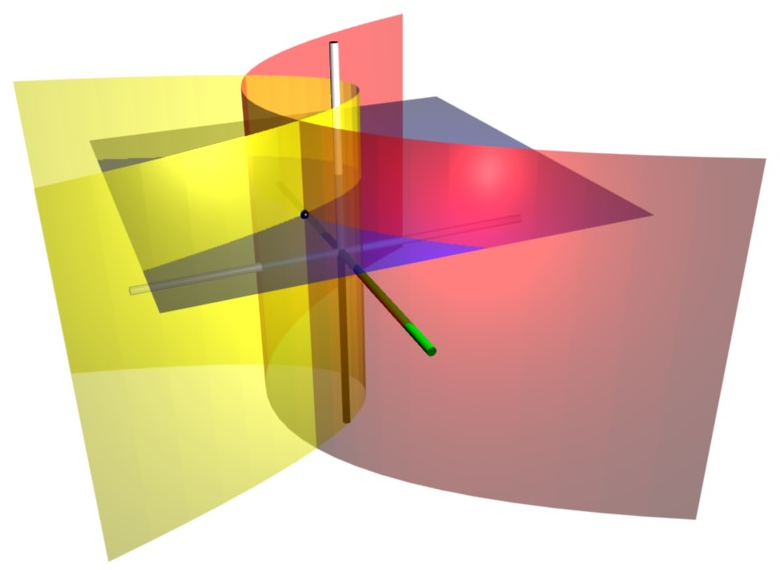
Superficies coordinadas de las coordenadas cilíndricas parabólicas. El cilindro parabólico rojo corresponde a σ = 2, mientras el cilindro parabólico amarillo corresponde a τ = 1. El plan azul corresponde la z= 2. Estas superficies se cruzan al punto P (mostrado como una esfera negra), cuyas coordenadas cartesianas son aproximadamente (2, -1,5, 2).

En matemáticas, las coordenadas cilíndricas parabólicas son un sistema de coordenadas ortogonales tridimensionales que resultan de la proyección del sistema de coordenadas parabólicas bidimensional en la dirección perpendicular a {\displaystyle z}. Así, las superficies coordenadas son cilindros parabólicos confocales. Las coordenadas cilíndricas parabólicas poseen incontables aplicaciones como, por ejemplo, en la teoría potencial de las aristas.

## Definición básica

Sistema de coordenadas parabólicas mostrando las curvas con σ y τ constantes. Los ejes horizontal y vertical son las coordenadas x y y, respectivamente. Tales coordenadas son proyectadas al largo del eje z, y así este diagrama valle para cualquier valor de la coordenada z

Las coordenadas cilíndricas parabólicas (σ, τ, z) son definidas en términos de las coordenadas cartesianas (x, y, z) por:
{\displaystyle {\begin{aligned}x&=\sigma \tau \\y&={\frac {1}{2}}\left(\tau ^{2}-\sigma ^{2}\right)\\z&=z\end{aligned}}}
Las superficies con la constante σ forman cilindros parabólicos confocales de ecuaciones
{\displaystyle 2y={\frac {x^{2}}{\sigma ^{2}}}-\sigma ^{2}}
con concavidad vuelta para la dirección +y, mientras que las superficies con constante τ forman cilindros parabólicos confocales de ecuaciones
{\displaystyle 2y=-{\frac {x^{2}}{\tau ^{2}}}+\tau ^{2}}
con concavidad vuelta para la dirección opuesta, es decir, en la dirección −y. Los focos de todos estos cilindros parabólicos están localizados al largo de la recta definida por x = y = 0. El rayo r tiene una ecuación simple, a saber,
{\displaystyle r={\sqrt {x^{2}+y^{2}}}={\frac {1}{2}}\left(\sigma ^{2}+\tau ^{2}\right)}
que es útil en la resolución de la ecuación de Hamilton-Jacobi en coordenadas parabólicas para el problema de la fuerza central inversa al cuadrado de la distancia, de la mecánica. Para más detalles, ver el artículo vector de Laplace-Runge-Lenz.

## Factores de escala
Los factores de escala para las coordenadas cilíndricas parabólicas σ y τ son:
{\displaystyle {\begin{aligned}h_{\sigma }&=h_{\tau }={\sqrt {\sigma ^{2}+\tau ^{2}}}\\h_{z}&=1\end{aligned}}}

## Elementos diferenciales
El elemento infinitesimal de volumen es
{\displaystyle dV=h_{\sigma }h_{\tau }h_{z}d\sigma d\tau dz=(\sigma ^{2}+\tau ^{2})d\sigma \,d\tau \,dz}
El desplazamiento diferencial está dado por:
{\displaystyle d\mathbf {l} ={\sqrt {\sigma ^{2}+\tau ^{2}}}\,d\sigma \,{\boldsymbol {\hat {\sigma }}}+{\sqrt {\sigma ^{2}+\tau ^{2}}}\,d\tau \,{\boldsymbol {\hat {\tau }}}+dz\,\mathbf {\hat {z}} }
El área normal diferencial está dada por:
{\displaystyle d\mathbf {S} ={\sqrt {\sigma ^{2}+\tau ^{2}}}\,d\tau \,dz{\boldsymbol {\hat {\sigma }}}+{\sqrt {\sigma ^{2}+\tau ^{2}}}\,d\sigma \,dz{\boldsymbol {\hat {\tau }}}+\left(\sigma ^{2}+\tau ^{2}\right)\,d\sigma \,d\tau \mathbf {\hat {z}} }

## Nabla
Sea f un campo escalar. El gradiente está dado por
{\displaystyle \nabla f={\frac {1}{\sqrt {\sigma ^{2}+\tau ^{2}}}}{\partial f \over \partial \sigma }{\boldsymbol {\hat {\sigma }}}+{\frac {1}{\sqrt {\sigma ^{2}+\tau ^{2}}}}{\partial f \over \partial \tau }{\boldsymbol {\hat {\tau }}}+{\partial f \over \partial z}\mathbf {\hat {z}} }
El laplaciano está dado por
{\displaystyle \nabla ^{2}f={\frac {1}{\sigma ^{2}+\tau ^{2}}}\left({\frac {\partial ^{2}f}{\partial \sigma ^{2}}}+{\frac {\partial ^{2}f}{\partial \tau ^{2}}}\right)+{\frac {\partial ^{2}f}{\partial z^{2}}}}
Sea A un campo vectorial de la forma:
{\displaystyle \mathbf {A} =A_{\sigma }{\boldsymbol {\hat {\sigma }}}+A_{\tau }{\boldsymbol {\hat {\tau }}}+A_{\varphi }\mathbf {\hat {z}} }
La divergencia está dada por
{\displaystyle \nabla \cdot \mathbf {A} ={\frac {1}{\sigma ^{2}+\tau ^{2}}}\left({\partial ({\sqrt {\sigma ^{2}+\tau ^{2}}}A_{\sigma }) \over \partial \sigma }+{\partial ({\sqrt {\sigma ^{2}+\tau ^{2}}}A_{\tau }) \over \partial \tau }\right)+{\partial A_{z} \over \partial z}}
El rotacional es dado por
{\displaystyle \nabla \times \mathbf {A} =\left({\frac {1}{\sqrt {\sigma ^{2}+\tau ^{2}}}}{\frac {\partial A_{z}}{\partial \tau }}-{\frac {\partial A_{\tau }}{\partial z}}\right){\boldsymbol {\hat {\sigma }}}-\left({\frac {1}{\sqrt {\sigma ^{2}+\tau ^{2}}}}{\frac {\partial A_{z}}{\partial \sigma }}-{\frac {\partial A_{\sigma }}{\partial z}}\right){\boldsymbol {\hat {\tau }}}+{\frac {1}{\sigma ^{2}+\tau ^{2}}}\left({\frac {\partial \left({\sqrt {\sigma ^{2}+\tau ^{2}}}A_{\sigma }\right)}{\partial \tau }}-{\frac {\partial \left({\sqrt {\sigma ^{2}+\tau ^{2}}}A_{\tau }\right)}{\partial \sigma }}\right)\mathbf {\hat {z}} }
Otros operadores diferenciales pueden expresarse en las coordenadas (σ, τ) sustituyendo los factores de escala en las fórmulas generales encontradas en coordenadas ortogonales.

## Relación con otros sistemas de coordenadas
Relación con las coordenadas cilíndricas (ρ, φ, z):
{\displaystyle {\begin{aligned}\rho \cos \varphi &=\sigma \tau \\\rho \sin \varphi &={\frac {1}{2}}\left(\tau ^{2}-\sigma ^{2}\right)\\z&=z\end{aligned}}}
Los vectores unitarios parabólicos expresados en términos de vectores unitarios cartesianos:
{\displaystyle {\begin{aligned}{\boldsymbol {\hat {\sigma }}}&={\frac {\tau {\hat {\mathbf {x} }}-\sigma {\hat {\mathbf {y} }}}{\sqrt {\tau ^{2}+\sigma ^{2}}}}\\{\boldsymbol {\hat {\tau }}}&={\frac {\sigma {\hat {\mathbf {x} }}+\tau {\hat {\mathbf {y} }}}{\sqrt {\tau ^{2}+\sigma ^{2}}}}\\\mathbf {\hat {z}} &=\mathbf {\hat {z}} \end{aligned}}}

## Armónicas del cilindro parabólico
Como todas las superficies de constante σ, τ y z son conicoides, La ecuación de Laplace es separable en coordenadas cilíndricas parabólicas. Utilizando la técnica de separación de variables, se puede escribir una solución separada a la ecuación de Laplace:
{\displaystyle V=S(\sigma )T(\tau )Z(z)}
y la ecuación de Laplace, dividida por V, es escrita:
{\displaystyle {\frac {1}{\sigma ^{2}+\tau ^{2}}}\left[{\frac {\ddot {S}}{S}}+{\frac {\ddot {T}}{T}}\right]+{\frac {\ddot {Z}}{Z}}=0}
Dado que la ecuación Z está separada del resto, se podría escribir:
{\displaystyle {\frac {\ddot {Z}}{Z}}=-m^{2}}
donde m es la constante. Z(z) tiene la solución:
{\displaystyle Z_{m}(z)=A_{1}\,e^{imz}+A_{2}\,e^{-imz}}
Sustituyendo −m2 por {\displaystyle {\ddot {Z}}/Z}, la ecuación de Laplace se podría escribir tal que:
{\displaystyle \left[{\frac {\ddot {S}}{S}}+{\frac {\ddot {T}}{T}}\right]=m^{2}(\sigma ^{2}+\tau ^{2})}
Ahora separamos las funciones S y T e introducimos otra constante, n2 para obtener:
{\displaystyle {\ddot {S}}-(m^{2}\sigma ^{2}+n^{2})S=0}
{\displaystyle {\ddot {T}}-(m^{2}\tau ^{2}-n^{2})T=0}
Las soluciones a esas ecuaciones son las funciones de cilindro parabólico
{\displaystyle S_{mn}(\sigma )=A_{3}y_{1}(n^{2}/2m,\sigma {\sqrt {2m}})+A_{4}y_{2}(n^{2}/2m,\sigma {\sqrt {2m}})}
{\displaystyle T_{mn}(\tau )=A_{5}y_{1}(n^{2}/2m,i\tau {\sqrt {2m}})+A_{6}y_{2}(n^{2}/2m,i\tau {\sqrt {2m}})}
Los armónicos del cilindro parabólico para (m, n) ahora son el producto de las soluciones. La combinación reducirá la cantidad de constantes y se podrá escribir la solución general a la ecuación de Laplace:
{\displaystyle V(\sigma ,\tau ,z)=\sum _{m,n}A_{mn}S_{mn}T_{mn}Z_{m}}

## Aplicaciones
Las aplicaciones clásicas de las coordenadas cilíndricas parabólicas se encuentran en la resolución de ecuaciones diferenciales parciales, como por ejemplo la ecuación de Laplace o la ecuación de Helmholtz, para las cuales esas coordenadas permiten la utilización de la técnica de criba de las variables. Un ejemplo típico sería el campo eléctrico en torno a una placa plana semi-infinita conductora.